# Steinheim 1
Steinheim 1, anche noto come Homo steinheimensis o Cranio di Steinheim, è il fossile di un cranio di un ominide della specie Homo heidelbergensis scoperto a Steinheim an der Murr in Germania nel 1933 da  Karl Sigrist, Jr.

## Descrizione
Il cranio, che ha una capacità cranica di circa 1.100 cc, appare lungo e leggermente appiattito, con arcate sopracciliari moderatamente accentuate e una porzione posteriore arrotondata.
E' esposto al Museum am Löwentor, un museo di paleontologia e geologia di Stoccarda.